# Sint-Franciscusziekenhuis
Het Sint-Franciscusziekenhuis is een katholiek ziekenhuis gelegen te Heusden-Zolder in de provincie Limburg, regio Vlaanderen, België.
In 2016 werden er meer dan 38.000 patiënten behandeld. Er werken ongeveer 800 mensen, waarvan meer dan 95 artsen. Het ziekenhuis heeft ook een medisch centrum gelegen te Beringen.

## Geschiedenis
Het ziekenhuis werd opgericht op 20 oktober 1925 door de congregatie van de Grauwzusters van Zoutleeuw op vraag van de overste van de Franciscanen (ook bekend als minderbroeders) van Heusden-Zolder ten behoeve van de mijnwerkers. Op die manier is het ziekenhuis aan haar oorspronkelijke naam 'Gasthuis Sint-Franciskus' gekomen. De werken begonnen in 1927 en in datzelfde jaar telde het gasthuis al een dertigtal bedden.
In 1928 werden een operatiezaal, apotheek en washuis toegevoegd aan het gasthuis. Een radiodiagnosezaal werd toegevoegd in 1932 en in 1941, tijdens de Tweede Wereldoorlog, werden een extra zaal met 30 bedden en een verloskamer bijgebouwd. In 1952 en 1957 werden er respectievelijk een afdeling materniteit en inwendige ziekten geopend. In 1967 kreeg het gasthuis een afdeling pediatrie en werd de naam 'Gasthuis Sint-Franciskus' veranderd in 'Sint-Franciskuskliniek'.
De noodzaak tot aanpassing op medisch en technologisch gebied en de uitbouw van meer gespecialiseerde afdelingen drong zich echter op. Op 19 december 1973 verklaarde minister van Volksgezondheid, Leefmilieu en Gezin Jos De Saeger zich principieel akkoord met de uitbreiding van het ziekenhuis met 60 rust- en verzorgingsbedden en 24 bedden voor revalidatie. De slechte staat van het ziekenhuis (ten gevolge van mijnverzakkingen) zorgde er echter voor dat deze werken niet konden plaatsvinden.
Op 20 mei 1975 ging Rik Vandekerckhove akkoord met het plan om het oude ziekenhuis te vervangen door een nieuwbouw met een totaal van 224 bedden: 60 bedden voor heelkunde, 30 bedden voor inwendige ziekten, 30 bedden voor pediatrie, 20 bedden voor materniteit, 60 bedden voor rust en verzorging en 24 bedden voor revalidatie. Het koninklijk besluit (Frans: sanction royale) van 1 juli 1982 dwarsboomde hier opnieuw de plannen. Dit besluit bepaalde dat een bepaald beddenbestand (in dit geval 150 bedden) niet overschreden mocht worden. Bijgevolg werden de plannen aangepast en werd het aantal bedden teruggedrongen tot 60 bedden voor heelkunde, 30 bedden voor geneeskunde, 16 bedden voor pediatrie, 20 bedden voor materniteit en 24 bedden voor revalidatie. Dit nieuwe ziekenhuis werd voor het eerst in gebruik genomen op 25 september 1985.
In 1990, na de fusie met de Sint-Annakliniek van Beringen telde het ziekenhuis 230 bedden: 58 bedden voor heelkunde, 58 bedden voor geneeskunde, 48 bedden voor geriatrie, 20 bedden voor materniteit, 16 bedden voor pediatrie en 30 bedden voor psychiatrie. In 1993 kreeg het ziekenhuis een afdeling daghospitalisatie met 9 bedden en 4 zetels voor ambulante behandeling van patiënten. Later werd deze dienst uitgebreid met 27 extra zitplaatsen. Door de reconversie van 1 januari 1994 werd op de afdeling pediatrie één bed afgebouwd een had het ziekenhuis een totaal van 229 bedden.
In 2005 werden grote delen van het ziekenhuis gerenoveerd en werd de inrichting geherstructureerd. In 2008 startte het ziekenhuis met het bouwen van nieuwe gespecialiseerde ruimtes en afdelingen, zoals een afdeling geriatrie en twee nieuwe operatiekamers. Tijdens deze werken werden ook de oudere gedeelten van het ziekenhuis gerenoveerd. Deze werken duurden tot 2011. Op 1 januari 2017 telde het ziekenhuis 279 bedden voor allerlei patiënten.

### Afgesprongen fusie
In januari 2001 maakten het Sint-Franciscusziekenhuis van Heusden-Zolder en de ziekenhuizen AZ Salvator-Saint-Ursula met campussen in Hasselt en Herk-de-Stad bekend dat zij een fusieovereenkomst hadden gesloten en voortaan het Christelijk Algemeen Ziekenhuis Midden-Limburg (C.A.Z. Midden-Limburg) zouden heten. Volgens de toenmalige voorzitter Karel Peeters zou het C.A.Z. Midden-Limburg in 2001 het op één na grootste ziekenhuis van de provincie Limburg worden. Met de fusie zou de capaciteit ruim 663 bedden, 1.200 medewerkers en 160 arts-specialisten bedragen. Later, in 2009, werd de fusie met het Sint-Franciscusziekenhuis ontbonden.

## Ziekenhuisnetwerk
Het Sint-Franciscusziekenhuis maakt deel uit van het ziekenhuisnetwerk Andreaz (vroeger het ziekenhuisnetwerk Zuid-West Limburg), samen met het Jessa Ziekenhuis in Hasselt, het Sint-Trudo Ziekenhuis in Sint-Truiden en het AZ Vesalius in Tongeren. Het ziekenhuisnetwerk biedt diensten aan meer dan 530.000 personen in de provincie Limburg.

## Prijzen
- 1999: Intramuros-prijs voor het meest patiëntvriendelijke ziekenhuis